# Барвінок (Дніпровський район)
Барві́нок — село в Україні, у Святовасилівській сільській територіальній громаді Дніпровського району Дніпропетровської області. Населення — 14 мешканців.

## Географія
Село Барвінок розташоване біля одного з джерел річки Любимівка, на відстані 2 км від селища Незабудине, за 4 км від села Наталівка. Поруч проходить залізниця, станція Незабудине за 2 км.

## Населення

### Мова
Розподіл населення за рідною мовою за даними перепису 2001 року:
| Мова       | Відсоток |
| ---------- | -------- |
| українська | 92,9 %   |
| російська  | 7,1 %    |

## Інтернет-посилання
- Погода в селі Барвінок [Архівовано 7 червня 2016 у Wayback Machine.]

1. ↑  Рідні мови в об'єднаних територіальних громадах України — Український центр суспільних даних